# Amphistomus speculatus
Amphistomus speculatus là một loài bọ cánh cứng trong họ Bọ hung (Scarabaeidae).